# InterCity

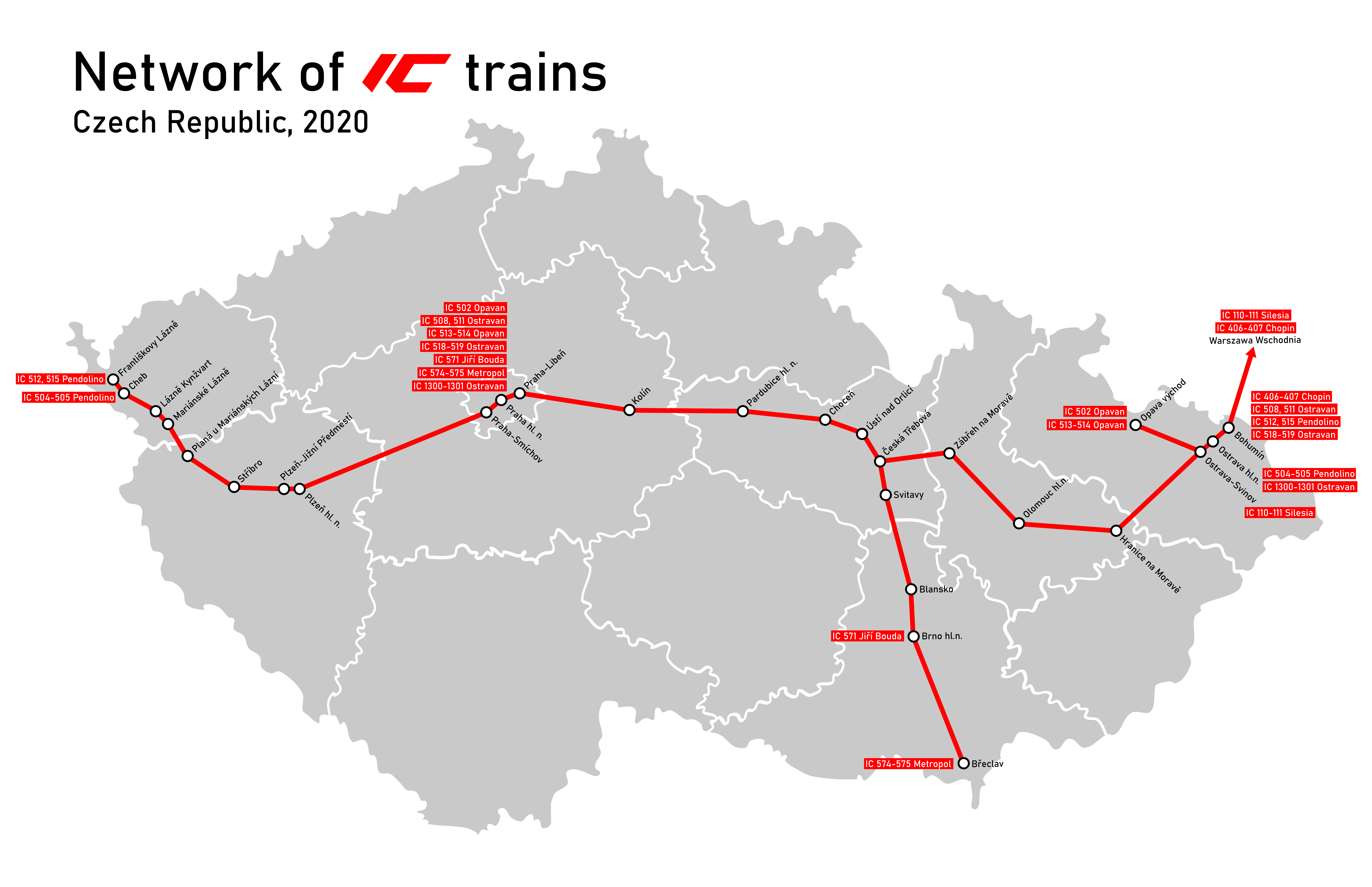
Síť IC vlaků v ČR (stav roku 2020)

InterCity (zkratka IC) je v České republice a některých dalších zemích druh expresního vlaku pro cestující, který jezdí na vnitrostátních trasách a jsou obdobou mezinárodních vlaků EuroCity. Z hlediska dopravních předpisů Českých drah je vlakem kategorie InterCity i vlak s obchodním označením SuperCity.

## Charakteristika
Tyto vlaky zpravidla nabízejí podobný komfort a parametry, jako vlaky kategorie EuroCity. Na rozdíl od vlaků EuroCity však pro vlaky kategorie IC neexistuje žádný závazný standard. Často jsou však uzpůsobeny místním podmínkám (zejména u vnitrostátních vlaků IC), takže nelze stanovit jednoznačná kritéria, která tyto vlaky splňují. Přesto ale si České dráhy daly více či méně závazná kritéria, jak má vlak kategorie InterCity vypadat. Má to být vlak se zaručenou kvalitou přepravy. Řazeny mají být moderní vozy 1. a 2. třídy, případně i jídelní či bistro vůz.

## Vlaky InterCity v České republice
Prvním českým IC byl spoj 500/501 Jan Perner zavedený v jízdním řádu 1993/1994 mezi Bohumínem a Prahou. Využíval soupravy Deutsche Bahn, která přijížděla na EuroCity z Hamburku.
V jízdním řádu 1993/1994 vyjel vlak InterCity poprvé i v Česku a to v podobě desítky vlaků:
| IC 50  | Karlštejn   | Praha hl.n. 12.40, Cheb 15.51-16.06, Frankfurt(Main) Hbf 20.35-20.49, Dortmund Hbf 0.20 |
| IC 51  | Karlštejn   | Dortmund Hbf 5.40, Frankfurt(Main) Hbf 9.08-9.22, Cheb 13.47-14.02, Praha hl.n. 17.18   |
| IC 106 | Praha       | Warszawa Wschodnia 6.20, Petrovice u K. 10.40-10.53, Praha hl.n. 15.39                  |
| IC 107 | Praha       | Praha hl.n. 13.45, Petrovice u K. 18.32-18.47, Warszawa Wschodnia 23.04                 |
| IC 168 | Franz Kafka | Praha hl.n. 16.32, Česká Kubice 19.31-19.46, Nürnberg Hbf 22.04                         |
| IC 169 | Franz Kafka | Nürnberg Hbf 7.53, Česká Kubice 10.13-10.28, Praha hl.n. 13.20                          |
| IC 504 | Ostravan    | Bohumín 3.45, Praha hl.n. 8.29                                                          |
| IC 505 | Ostravan    | Praha-Smíchov 15.28, Bohumín 20.21                                                      |
| IC 506 | Jan Perner  | Bohumín 5.10, Praha hl.n. 9.42                                                          |
| IC 507 | Jan Perner  | Praha hl.n. 17.45, Bohumín 22.07                                                        |

V jízdním řádu 2011 byly v kategorii IC vedeny vlaky:
- Bohumín – Ostrava – Přerov – Břeclav (Helfštýn, Rastislav)
- Třinec – Havířov – Ostrava – Olomouc – Pardubice – Praha (Hutník)
- Bohumín – Ostrava – Olomouc – Pardubice – Praha (Ostravan)
- Zlín – Přerov – Olomouc – Pardubice – Praha (Zlínský expres)
- Břeclav – Brno – Pardubice – Praha (Zdeněk Fibich)
- Brno – Pardubice – Praha (Brněnský drak, Josef Václav Myslbek)
- Praha - Pardubice - Staré Město u Uherského Hradiště - Veselí nad Moravou (Šohaj)

K prosinci 2011 přeznačily České dráhy všechny zbývající vlaky InterCity jako kategorii expres (Ex). Od jízdního řádu 2012 tak jsou jedinými spoji IC vlaky dopravce RegioJet. Z pohledu dopravní kategorie jsou pak jako IC vedeny i vlaky SuperCity Pendolino. Koncem roku 2012 vyjely mezi Prahou a Ostravou také spoje LEO Express vedené jako InterCity číselné série 1350–1367, zatímco RegioJet nadále využívá sérii 1000–1017.
Vlaky Inter City v jízdním řádu 2021/2022:
| IC 110 | Silesia        | Warszawa Wschodnia 17.14, Ostrava hl.n. 21.56-21.57, Ostrava-Svinov 22.03 |
| IC 111 | Silesia        | Ostrava-Svinov 5.56, Ostrava hl.n. 6.02-6.04, Warszawa Wschodnia 10.26 |
| IC 112 | Silesia        | Warszawa Wschodnia 13.19, Bohumín 17.43-18.00, Ostrava hl.n. 18.07-18.09, Ostrava-Svinov 18.15-18.18, Olomouc hl.n. 19.12-19.14, Pardubice hl.n. 20.43-20.45, Praha hl.n. 21.52                         |
| IC 113 | Silesia        | Praha hl.n. 6.23, Pardubice hl.n. 7.11-7.13, Olomouc hl.n. 8.43-8.45, Ostrava-Svinov 9.40-9.42, Ostrava hl.n. 9.48-9.50, Bohumín 9.57-10.09, Warszawa Wschodnia 14.51                                   |
| IC 114 | Cracovia       | Przemysl Glówny 7.45, Kraków Glówny 10.38-10.55, Bohumín 13.12-14.00, Ostrava hl.n. 14.07-14.09, Ostrava-Svinov 14.15-14.18, Olomouc hl.n. 15.12-15.14, Pardubice hl.n. 16.43-16.45, Praha hl.n. 17.52  |
| IC 115 | Cracovia       | Praha hl.n. 10.02, Pardubice hl.n. 11.11-11.13, Olomouc hl.n. 12.43-12.45, Ostrava-Svinov 13.40-13.42, Ostrava hl.n. 13.48-13.50, Bohumín 13.57-14.46, Kraków Glówny 16.59-17.02, Przemysl Glówny 19.52 |
| IC 116 | Silesia        | Warszawa Wschodnia 4.44, Bohumín 9.43-10.00, Ostrava hl.n. 10.07-10.09, Ostrava-Svinov 10.15-10.18, Olomouc hl.n. 11.12-11.14, Pardubice hl.n. 12.43-12.45, Praha hl.n. 13.52                           |
| IC 117 | Silesia        | Praha hl.n. 14.02, Pardubice hl.n. 15.11-15.13, Olomouc hl.n. 16.43-16.45, Ostrava-Svinov 17.40-17.42, Ostrava hl.n. 17.48-17.50, Bohumín 17.57-18.09, Warszawa Wschodnia 23.11                         |
| IC 502 | Opavan         | Opava východ 15.52, Ostrava-Svinov 16.17-16.19, Olomouc hl.n. 17.08-17.10, Pardubice hl.n. 18.30-18.31, Praha hl.n. 19.32                                                                               |
| IC 508 | Ostravan       | Bohumín 10.59, Ostrava hl.n. 11.05-11.07, Ostrava-Svinov 11.13-11.15, Olomouc hl.n. 12.08-12.10, Pardubice hl.n. 13.30-13.31, Praha hl.n. 14.32                                                         |
| IC 511 | Ostravan       | Praha hl.n. 14.25, Pardubice hl.n. 15.28-15.29, Olomouc hl.n. 16.47-16.48, Ostrava-Svinov 17.44-17.46, Ostrava hl.n. 17.53-17.55, Bohumín 18.01                                                         |
| IC 513 | Opavan         | Praha hl.n. 16.25, Pardubice hl.n. 17.28-17.29, Olomouc hl.n. 18.47-18.49, Ostrava-Svinov 19.44-19.47, Opava východ 20.08                                                                               |
| IC 514 | Opavan         | Opava východ 5.50, Ostrava-Svinov 6.14-6.15, Olomouc hl.n. 7.08-7.10, Pardubice hl.n. 8.26-8.27, Praha hl.n. 9.32                                                                                       |
| IC 518 | Ostravan       | Bohumín 4.00, Ostrava hl.n. 4.06-4.08, Ostrava-Svinov 4.13-4.15, Olomouc hl.n. 5.08-5.10, Pardubice hl.n. 6.26-6.27, Praha hl.n. 7.32                                                                   |
| IC 519 | Ostravan       | Praha hl.n. 23.40, Pardubice hl.n. 0.40-0.41, Olomouc hl.n. 1.57-1.58, Ostrava-Svinov 2.52-2.54, Ostrava hl.n. 3.00-3.02, Bohumín 3.08                                                                  |
| IC 530 | Jižní Expres   | České Budějovice 16.57, Tábor 17.38-17.39, Praha hl.n. 18.57-19.02, Praha-Holešovice 19.11 |
| IC 531 | Jižní Expres   | Praha hl.n. 8.04, Tábor 9.18-9.19, České Budějovice 10.02 |
| IC 532 | Jižní Expres   | České Budějovice 15.57, Tábor 16.38-16.39, Praha hl.n. 17.57-18.02, Praha-Holešovice 18.11 |
| IC 533 | Jižní Expres   | Praha-Holešovice 8.50, Praha hl.n. 8.58-9.04, Tábor 10.18-10.19, České Budějovice 11.02-11.15, Český Krumlov 11.51                                                                                      |
| IC 534 | Jižní Expres   | Český Krumlov 14.07, České Budějovice 14.44-14.57, Tábor 15.38-15.39, Praha hl.n. 16.57-17.14, Praha-Holešovice 17.23                                                                                   |
| IC 535 | Jižní Expres   | Praha-Holešovice 11.50, Praha hl.n. 11.58-12.04, Tábor 13.18-13.19, České Budějovice 14.02 |
| IC 536 | Jižní Expres   | České Budějovice 11.57, Tábor 12.38-12.39, Praha hl.n. 13.57-14.02, Praha-Holešovice 14.11 |
| IC 537 | Jižní Expres   | Praha-Holešovice 14.50, Praha hl.n. 14.58-15.04, Tábor 16.18-16.19, České Budějovice 17.02 |
| IC 538 | Jižní Expres   | České Budějovice 7.57, Tábor 8.38-8.39, Praha hl.n. 9.57-10.02, Praha-Holešovice 10.11 |
| IC 539 | Jižní Expres   | Praha-Holešovice 15.50, Praha hl.n. 15.58-16.04, Tábor 17.18-17.19, České Budějovice 18.02 |
| IC 540 | Budvar         | České Budějovice 6.57, Tábor 7.38-7.39, Praha hl.n. 8.57-9.02, Praha-Holešovice 9.11 |
| IC 541 | Budvar         | Praha-Holešovice 16.50, Praha hl.n. 16.58-17.04, Tábor 18.18-18.19, České Budějovice 19.02 |
| IC 542 | Jižní Expres   | České Budějovice 5.57, Tábor 6.38-6.39, Praha hl.n. 7.57-8.02, Praha-Holešovice 8.11 |
| IC 543 | Jižní Expres   | Praha-Holešovice 18.50, Praha hl.n. 18.58-19.04, Tábor 20.18-20.19, České Budějovice 21.02 |
| IC 544 | Jižní Expres   | České Budějovice 4.57, Tábor 5.38-5.39, Benešov u Prahy 6.18-6.19, Praha-Vršovice 6.55-6.56, Praha hl.n. 7.00                                                                                           |
| IC 545 | Jižní Expres   | Praha-Holešovice 19.50, Praha hl.n. 19.58-20.04, Tábor 21.18-21.19, Veselí nad Lužnicí 21.35-21.36, České Budějovice 22.03                                                                              |
| IC 548 | Ostravan       | Návsí (Nawsie) 5.02, Bohumín 5.44-5.50, Ostrava hl.n. 5.57-5.59, Ostrava-Svinov 6.05-6.07, Olomouc hl.n. 7.12-7.14, Pardubice hl.n. 8.43-8.45, Praha hl.n. 9.52                                         |
| IC 549 | Ostravan       | Praha hl.n. 18.02, Pardubice hl.n. 19.11-19.13, Olomouc hl.n. 20.43-20.45, Ostrava-Svinov 21.45-21.47, Ostrava hl.n. 21.53-21.55, Bohumín 22.02-22.12, Návsí (Nawsie) 22.54                             |
| IC 550 | Zápdaní Ex.    | Praha hl.n. 22.40, Rokycany 23.45-23.46, Plzeň hl.n. 23.55 |
| IC 551 | Zápdaní Ex.    | Plzeň hl.n. 4.57, Rokycany 5.08-5.09, Praha hl.n. 6.21 |
| IC 553 | Zápdaní Ex.    | Cheb 4.32, Mariánské Lázně 4.53-4.55, Plzeň hl.n. 5.52-6.00, Praha hl.n. 7.21 |
| IC 554 | Zápdaní Ex.    | Praha hl.n. 20.38, Rokycany 21.51-21.52, Plzeň hl.n. 22.01-22.05, Mariánské Lázně 23.02-23.03, Cheb 23.23                                                                                               |
| IC 555 | Zápdaní Ex.    | Plzeň hl.n. 7.00, Praha hl.n. 8.21 |
| IC 556 | Zápdaní Ex.    | Praha hl.n. 19.38, Plzeň hl.n. 20.58 |
| IC 557 | Zápdaní Ex.    | Cheb 8.33, Mariánské Lázně 8.52-8.54, Plzeň hl.n. 9.52-10.00, Praha hl.n. 11.21 |
| IC 558 | Zápdaní Ex.    | Praha hl.n. 16.38, Plzeň hl.n. 17.58-18.05, Mariánské Lázně 19.06-19.07, Cheb 19.26 |
| IC 559 | Zápdaní Ex.    | Cheb 10.33, Mariánské Lázně 10.52-10.54, Plzeň hl.n. 11.52-12.00, Praha hl.n. 13.21 |
| IC 560 | Zápdaní Ex.    | Praha hl.n. 14.38, Plzeň hl.n. 15.58-16.05, Mariánské Lázně 17.06-17.07, Cheb 17.26 |
| IC 561 | Zápdaní Ex.    | Cheb 12.33, Mariánské Lázně 12.52-12.54, Plzeň hl.n. 13.52-14.00, Praha hl.n. 15.21 |
| IC 562 | Zápdaní Ex.    | Praha hl.n. 12.38, Plzeň hl.n. 13.58-14.05, Mariánské Lázně 15.06-15.07, Cheb 15.26 |
| IC 563 | Zápdaní Ex.    | Cheb 16.33, Mariánské Lázně 16.52-16.54, Plzeň hl.n. 17.52-18.00, Praha hl.n. 19.21 |
| IC 564 | Zápdaní Ex.    | Praha hl.n. 8.38, Plzeň hl.n. 9.58-10.05, Mariánské Lázně 11.06-11.07, Cheb 11.26 |
| IC 565 | Zápdaní Ex.    | Cheb 18.33, Mariánské Lázně 18.52-18.54, Plzeň hl.n. 19.52-20.00, Praha hl.n. 21.21 |
| IC 566 | Zápdaní Ex.    | Praha hl.n. 6.38, Plzeň hl.n. 7.58-8.05, Mariánské Lázně 9.06-9.07, Cheb 9.26 |
| IC 567 | Zápdaní Ex.    | Cheb 20.33, Mariánské Lázně 20.52-20.54, Plzeň hl.n. 21.52-22.00, Rokycany 22.11-22.12, Praha hl.n. 23.24                                                                                               |
| IC 568 | Zápdaní Ex.    | Plzeň hl.n. 6.05, Mariánské Lázně 7.06-7.07, Cheb 7.28 |
| IC 570 | Jiří Bouda     | Blansko 22.28, Pardubice hl.n. 23.58-0.00, Praha hl.n. 1.02 |
| IC 571 | Jiří Bouda     | Praha hl.n. 23.35-23.45, Pardubice hl.n. 0.48-0.50, Blansko 2.18 |
| IC 574 | Metropol       | Břeclav 5.07, Brno hl.n. 5.36-5.38, Praha hl.n. 8.42 |
| IC 575 | Metropol       | Praha hl.n. 22.34, Brno hl.n. 1.39-1.41, Břeclav 2.11 |
| IC 578 | Porta Bohemica | Praha hl.n. 18.25, Ústí nad Labem hl.n. 19.37-19.39, Děčín hl.n. 19.54 |
| IC 579 | Porta Bohemica | Děčín hl.n. 8.02, Ústí nad Labem hl.n. 8.18-8.21, Praha hl.n. 9.35 |